# Sverige i paralympiska vinterspelen 2018
Sverige deltog i de Paralympiska vinterspelen 2018 i Pyeongchang i Sydkorea med 21 tävlande varav 7 debutanter. Nationen ställde upp med lag i curling och parahockey och individuellt i alpint, längdåkning och skidskytte. Målet att vinna två medaljer nåddes inte men Zebastian Modin tog en silvermedalj i sprinttävlingen i 
längdskidor för synskadade. Sverige hamnade på 23 plats i medaljligan vilket är den sämsta placeringen någonsin i de paralympiska vinterspelen.

## Sveriges trupp
Till den trettonde utgåvan av de paralympiska vinterspelen skickade Sverige en trupp med 21 utövare varav 7 debutanter.
- Alpint: Aaron Lindström
- Längdlopp och Skidskytte: Zebastian Modin
- Curling: Viljo Pettersson Dahl, Kristina Ulander, Mats-Ola Engborg, Zandra Reppe, Ronny Persson (fanbärare)[3]

- Parahockey: Andreas Neuman, Anders Wistrand, Christian Hedberg, Daniel Cederstam, Göran Karlsson, Marcus Holm, Maximilian Gyllsten, Niklas Ingvarsson, Niklas Rakos, Per Kasperi, Peter Nilsson, Peter Ojala, Robin Meng, Ulf Nilsson.